# Caladenia rileyi
Caladenia rileyi är en orkidéart som beskrevs av David Lloyd Jones. Caladenia rileyi ingår i släktet Caladenia och familjen orkidéer. Inga underarter finns listade i Catalogue of Life.